# (438) Zeuxo
(438) Zeuxo est un astéroïde de la ceinture principale découvert par Auguste Charlois le 8 novembre 1898.

## Nom
Il est nommé d'après Zeuxo, une océanide.

## Compléments